# مطبخ سلوفاكي

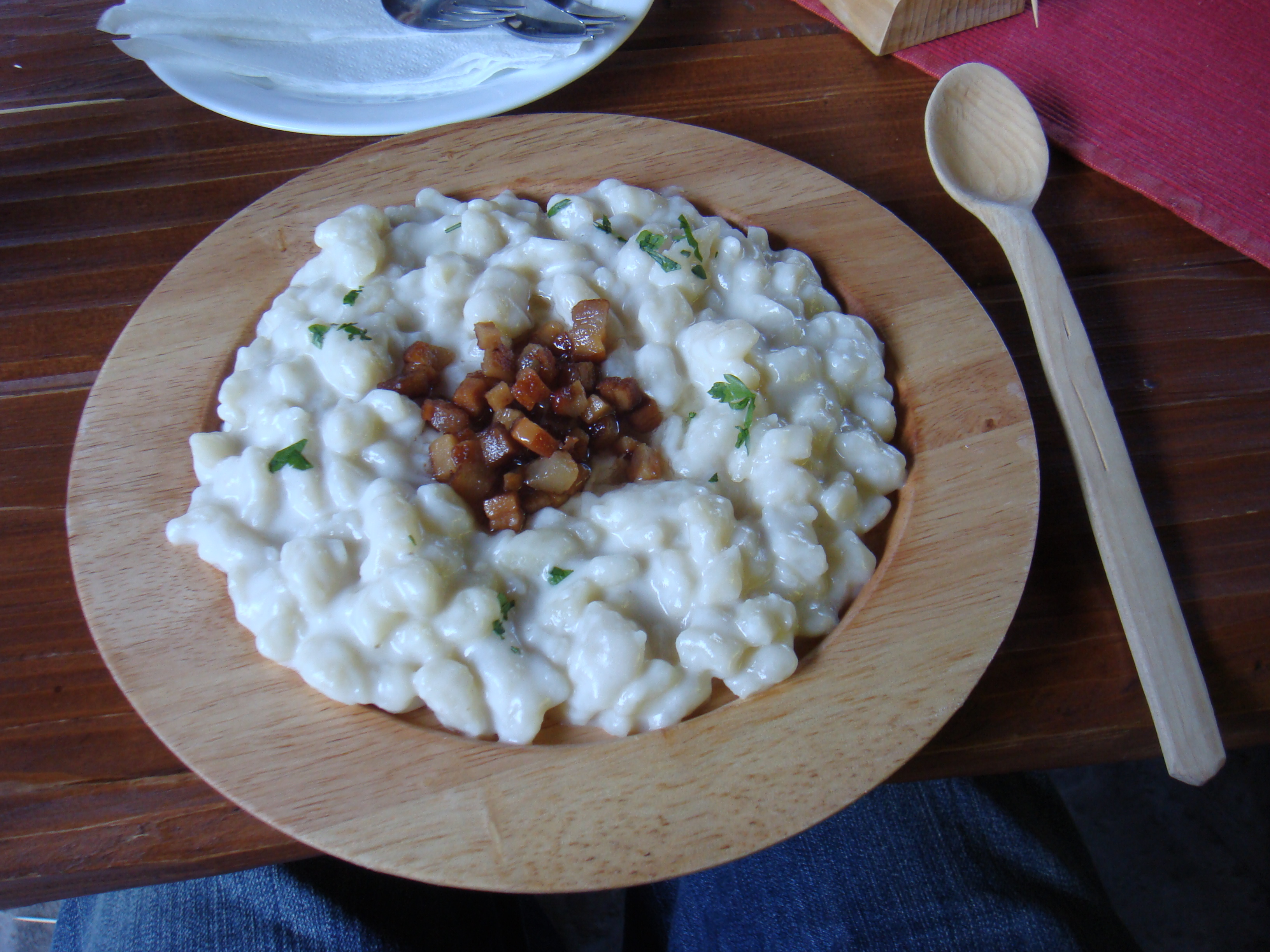
برينزوفي غالوشكا (زلابية البطاطس مع جبن حليب الغنم)

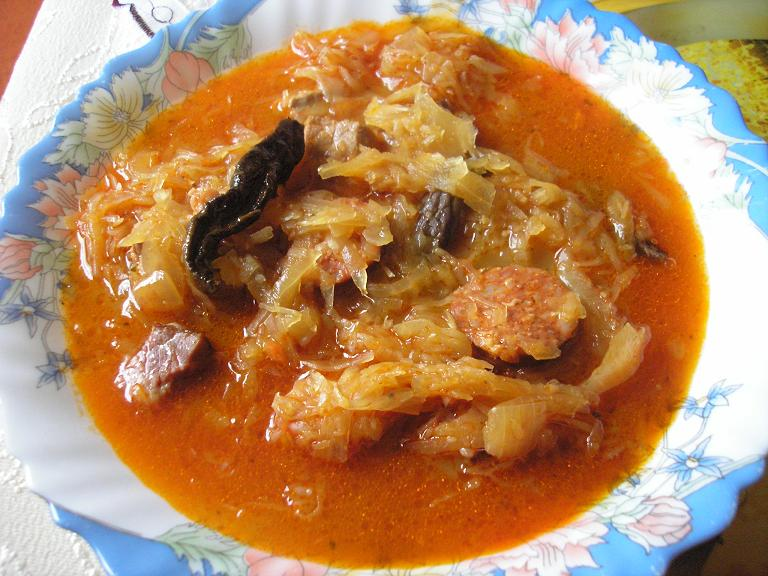
كابوستنيتسا (حساء مصنوع من مخلل الملفوف والنقانق)

يختلف المطبخ السلوفاكي اختلافًا طفيفًا من منطقة لأخرى في سلوفاكيا. فقد تأثر بالمطبخ التقليدي للدول المجاورة، وأثر فيه أيضًا. وتعود أصول المطبخ السلوفاكي التقليدي إلى عصور كان السكان يعيشون مكتفين ذاتيًا في القرى، مع واردات وصادرات غذائية محدودة للغاية، وغياب وسائل حديثة لحفظ الطعام أو معالجته.
أدى هذا إلى نشأة مطبخ يعتمد بشكل كبير على عدد من الأطعمة الأساسية التي تتحمل حر الصيف وبرد الشتاء. وشملت هذه الأطعمة القمح والبطاطس والحليب ومنتجات الألبان ولحم الخنزير ومخلل الملفوف والبصل. وبدرجة أقل، كان يُؤكل لحم البقر والدواجن والضأن والماعز والبيض وبعض الخضراوات والفواكه المحلية الأخرى والفطر البري.
كانت جميع هذه المنتجات تُنتج وتُعالج عادةً من قِبل العائلات نفسها، مع بعض التجارة المحلية في أسواق الريف. كان القمح يُطحن، ويُصنع منه الخبز والزلابية والمعكرونة. أما البطاطس فكانت تُسلق في الغالب أو تُعالج لتصبح عجينة بطاطس. وكان الحليب يُعالج ليُصنع منه مجموعة واسعة من المنتجات، مثل الزبدة والقشدة والقشدة الحامضة واللبن الرائب وأنواع مختلفة من الجبن، وغيرها.
تشمل منتجات لحم الخنزير الشائعة السجق ولحم الخنزير المقدد المدخن وشحم الخنزير. لم تكن التوابل شائعة الاستخدام، وكانت الدهون الحيوانية والزبدة تُستخدم بدلاً من زيوت الطهي. وشملت المشروبات الرئيسية الحليب الطازج والحامض والبيرة. يتأثر المطبخ السلوفاكي المعاصر بشكل كبير بمختلف أنواع المطابخ العالمية، ويستخدم مكونات وتوابل متنوعة وأطعمة مصنعة.

## الأطباق السلوفاكية
- Halušky
  - برينزوفي غالوشكا: فتاير مقلي مع البريندزا (جبنة حليب الأغنام)
  - الزلابية: زلابية البطاطس مع كرنب مخلل
- وليمة الإوز أو البط (husacie أو kačacie hody): قائمة احتفالية تتكون من أوزة مشوية (husacina أو husacie mäso) أو لحم البط (kačacie mäso)، كبد الإوز (husacia pečienka)، لوكس دهني، ملفوف أحمر مطهي، وفطيرة الكرز الحامض وبذور الخشخاش (štrúdľa)، طعام تقليدي لـ Slovenský Grob.
  - Lokše: pancakes made of potato dough baked directly on the stove
- Bryndzové pirohy
- معكرونة عريضة مع الجبن الأبيض ولحم الخنزير المقدد: تالياتيلي مع الجبن الأبيض (جبن المزارع) ولحم الخنزير المقدد المقلي
- فطائر البطاطس: فطائر البطاطس المقلية بالزيت، وتسمى أيضًا هاروا في مناطق هوهروني، وبوهروني، وكيسوسي وبابا أو بابكا في منطقة أورافا
- Granatiersky pochod or granadír, also known as granadírmarš and grenadírmarš
- Kuracie prsia s broskyňou: chicken breast slices with ham and peach baked with cheese on the top
- Džatky: small balls made of mashed potatoes and flour, often served with bacon, typical Spiš dish
- Segedínsky guláš (سيجد goulash): pork stew with sauerkraut and cream or sour cream, usually served with steamed dumpling slices (knedľa)
- Rezeň: schnitzel, usually breaded
- Vyprážaný syr
- Držková polievka
- Christmas carp

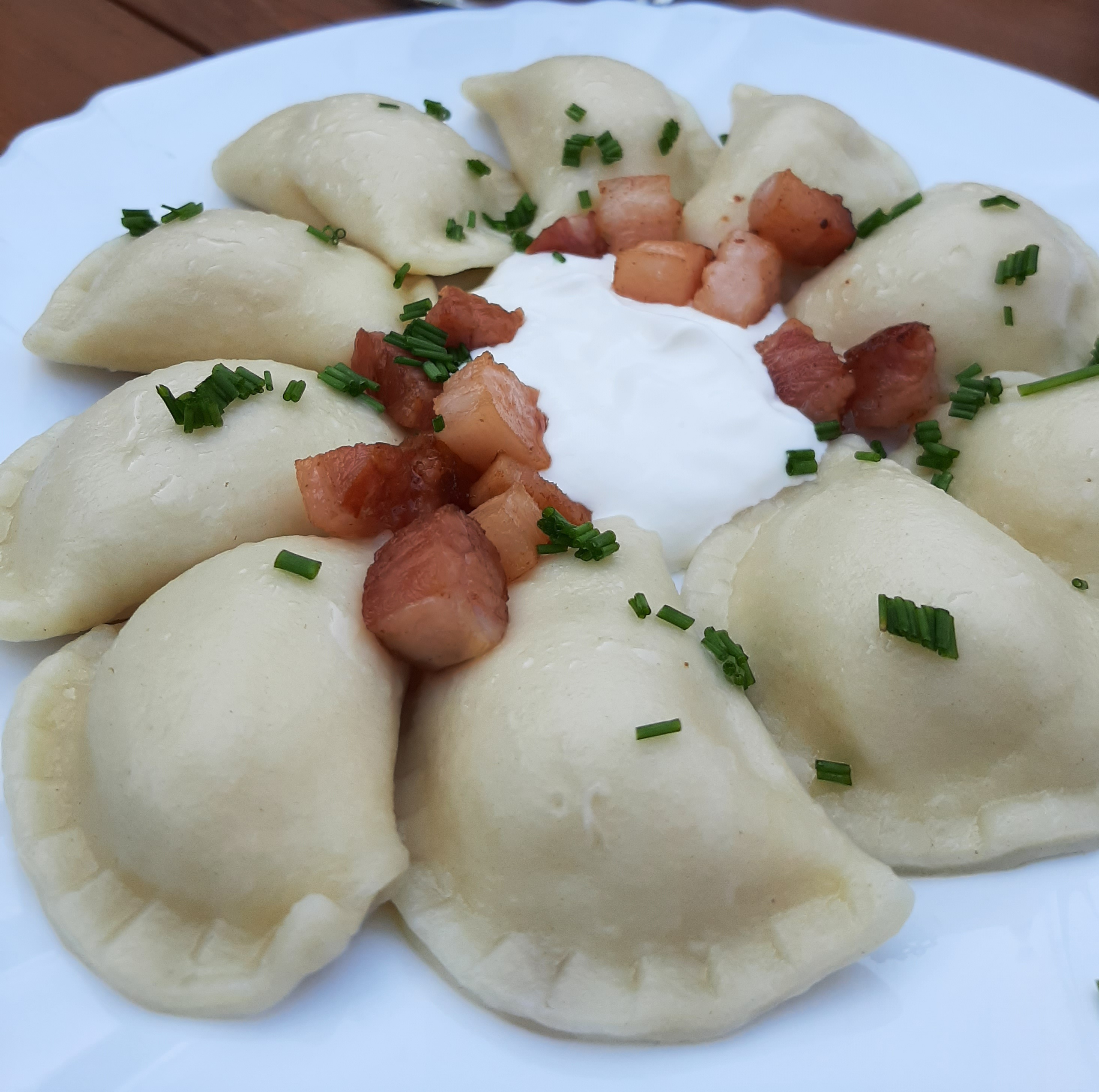
Bryndzové pirohy (bryndza -filled بيروغة)
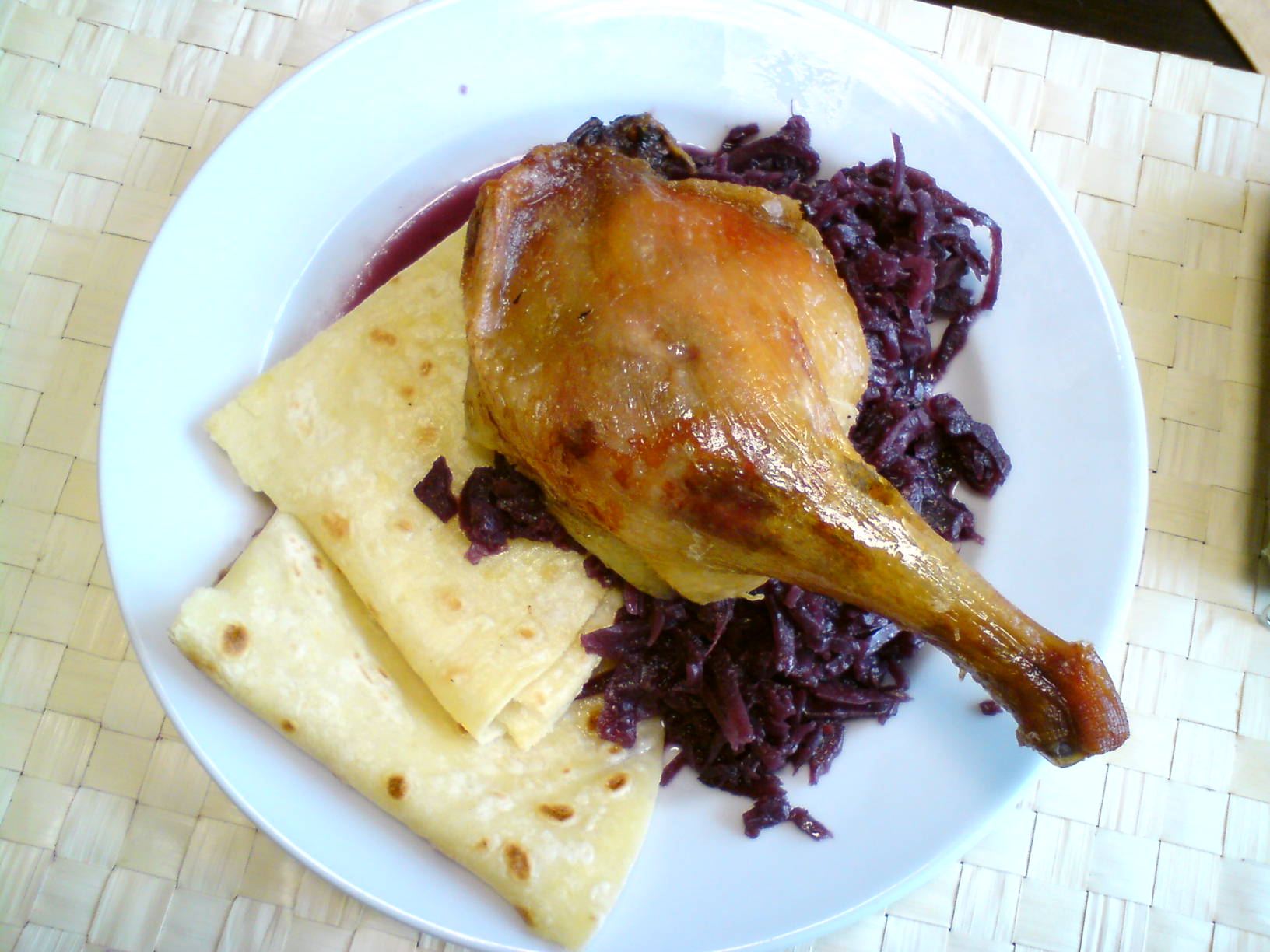
فخذ البط المشوي مع لحم الخنزير المقدد الدهني والملفوف الأحمر المطهي
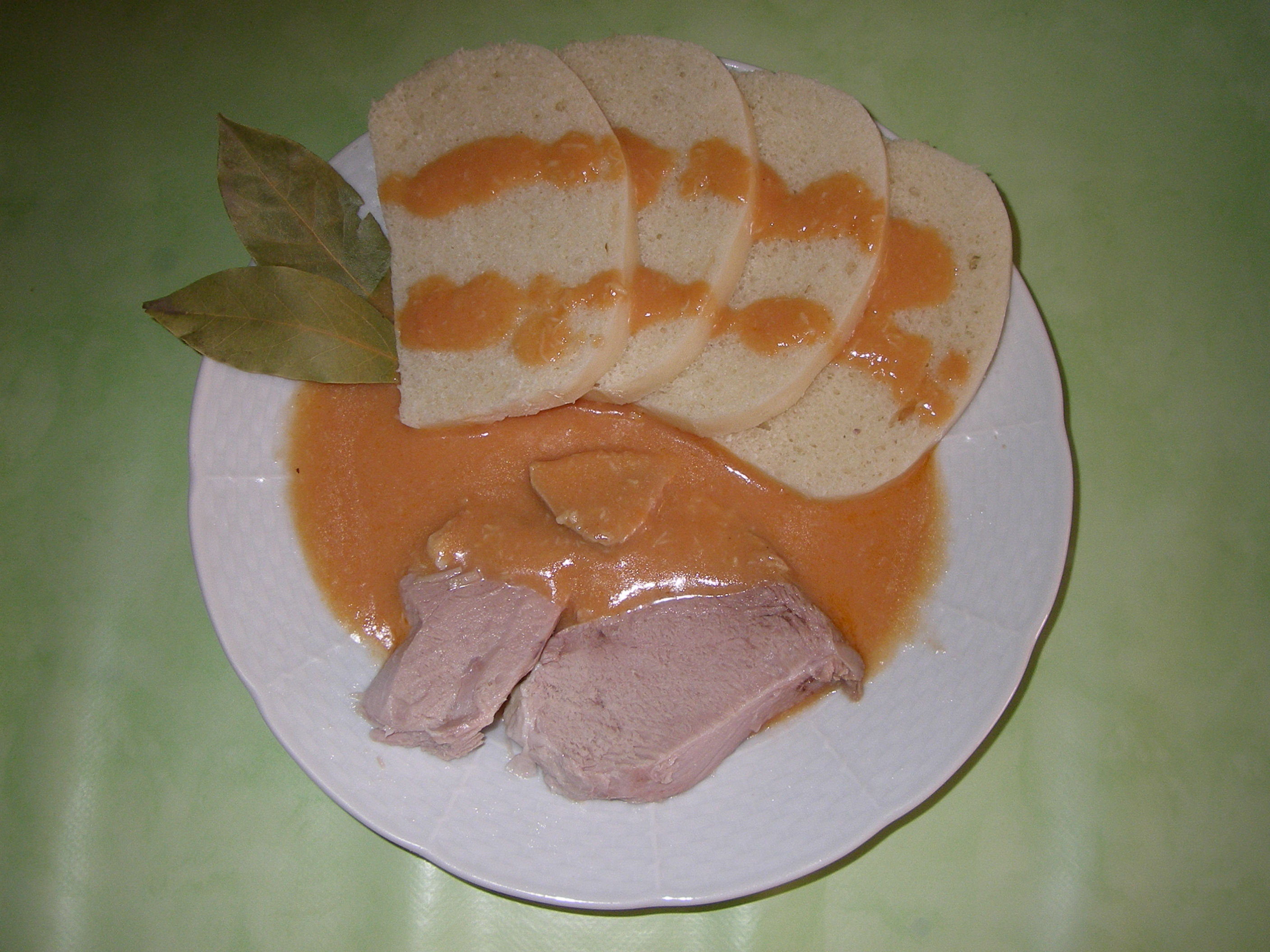
لحم الخنزير مع صلصة ميلانو وزلابية الخميرة
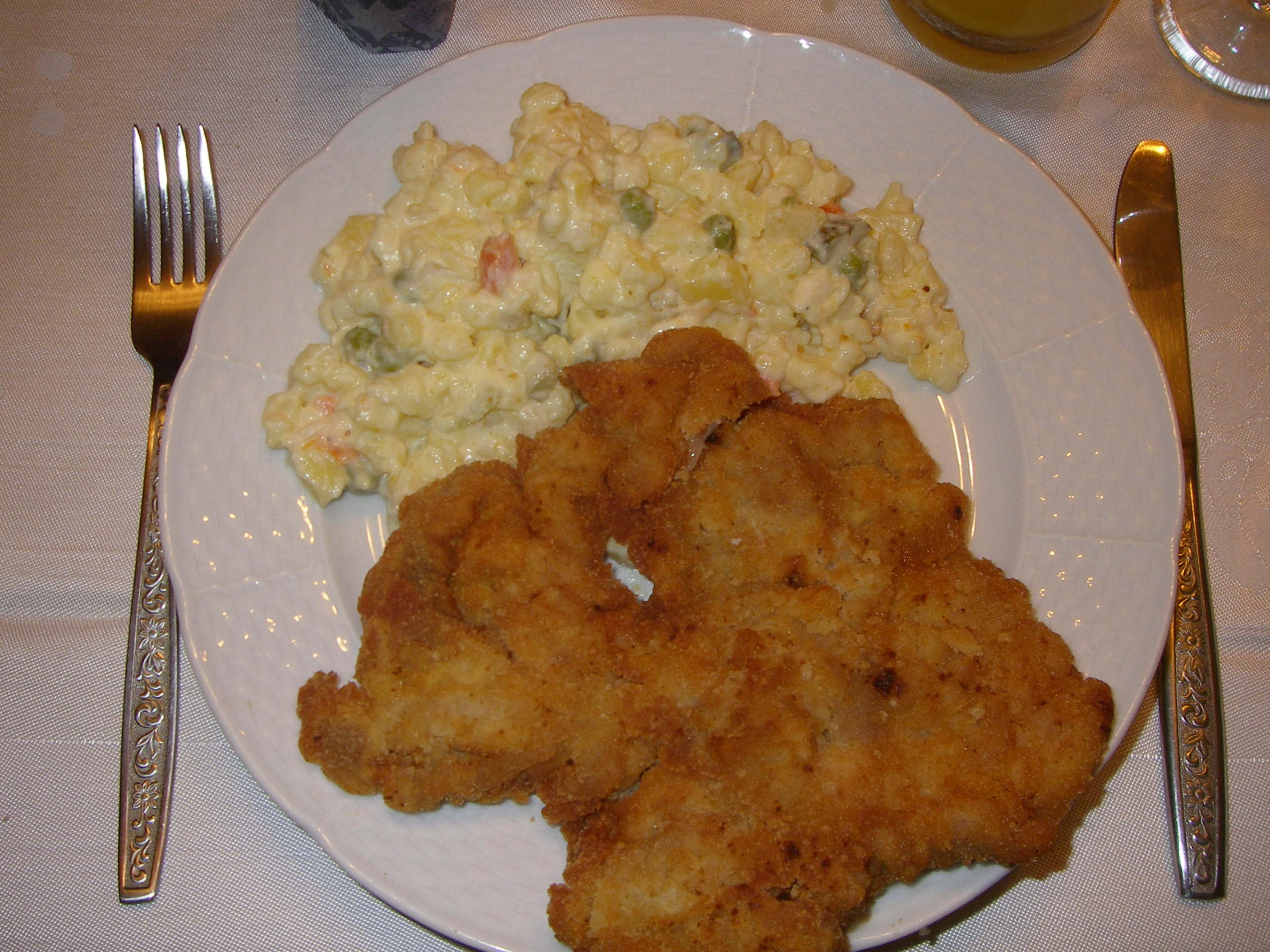
سلطة شنيزل فيينا والبطاطس
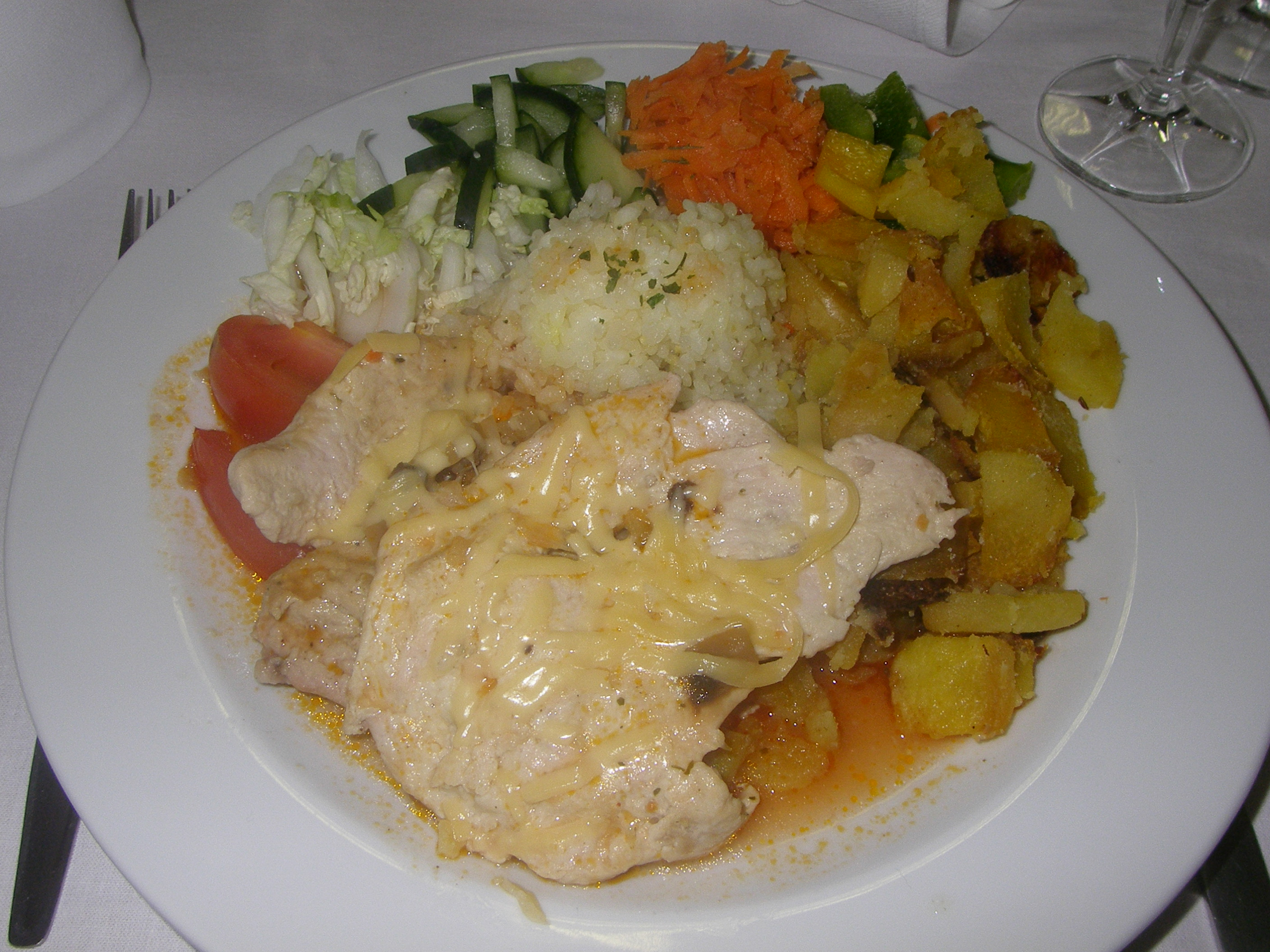
شنيزل دجاج "على الطريقة الطبيعية" (بدون بقسماط)

## الحساء والصلصات
- Fazuľová polievka (soup made of beans, usually with pork meat and/or sausages)
- Kapustnica (soup made of sauerkraut), often also mushrooms, meat and sausage, and sometimes served in a bread bowl
- Rezancová polievka (chicken soup with noodles)
- Demikát (bryndza-based soup)
- Tripe soup
- Gulášová polievka, traditional goulash soup
- Kotlíkový guláš, simple goulash soup made of different vegetables, potato and meat (usually beef) cooked together for hours
- Venison goulash, traditionally from deer, often served in a bread cup
- Garlic soup

## اللحم
لحم الخنزير ولحم البقر والدواجن هي اللحوم الرئيسية المستهلكة في سلوفاكيا، ويُعد لحم الخنزير الأكثر شيوعًا بفارق كبير. من بين الدواجن، يُعد الدجاج الأكثر شيوعًا، على الرغم من أن البط والإوز والديك الرومي من اللحوم الراسخة أيضًا. كما تتوفر لحوم الصيد، وخاصةً الخنزير البري والأرانب ولحم الغزال، على نطاق واسع على مدار العام. يتوفر أيضًا لحم الضأن والماعز، ولكن في الغالب لا يحظى بشعبية كبيرة. عمومًا لا يستهلك لحم الخيل. أحد أطباق الدواجن، شريحة صدر الدجاج مع الخوخ، نشأ في التسعينيات ويتعرض لبعض السخرية.
اللحوم المشوية ليست شائعة في سلوفاكيا. بدلاً من ذلك، يُغطى اللحم بالبقسماط ويُقلى في الزيت (شنتزل)، أو يُطهى ويُقدم مع الصلصة. تتجلى التأثيرات المجرية في المطبخ السلوفاكي في اليخنات والجولاش الشهيرة. مع ذلك، أُضيفت إليها لمسات سلوفاكية. يُقدم بابريكاش الدجاج عادةً مع الهالوسكي، ويُقدم الجولاش المجري (يخنة لحم بقري حارة) مع شرائح من زلابية كبيرة مطهوة على البخار تشبه الخبز.

تشمل أنواع النقانق المحلية krvavničky، سجق الدم، و jaternice (يُطلق عليه تقليديًا اسم hurky)، سجق مصنوعة من الحنطة السوداء وتحتوي على جميع أجزاء الخنزير المذبوح.

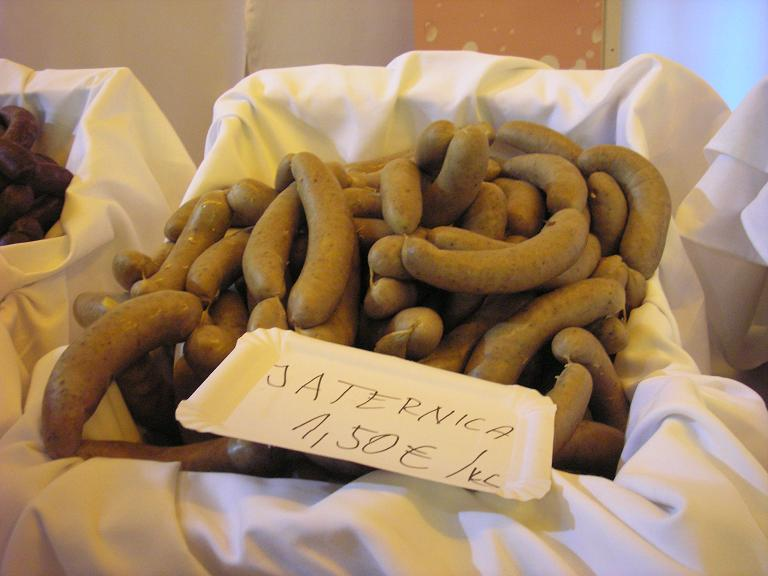
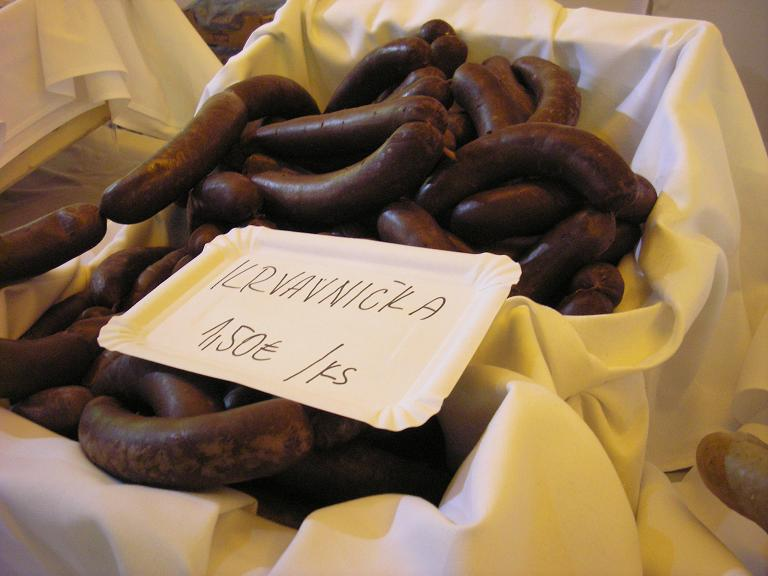

- Jaternice
- Krvavnička

## الحلويات والكعك التقليدية

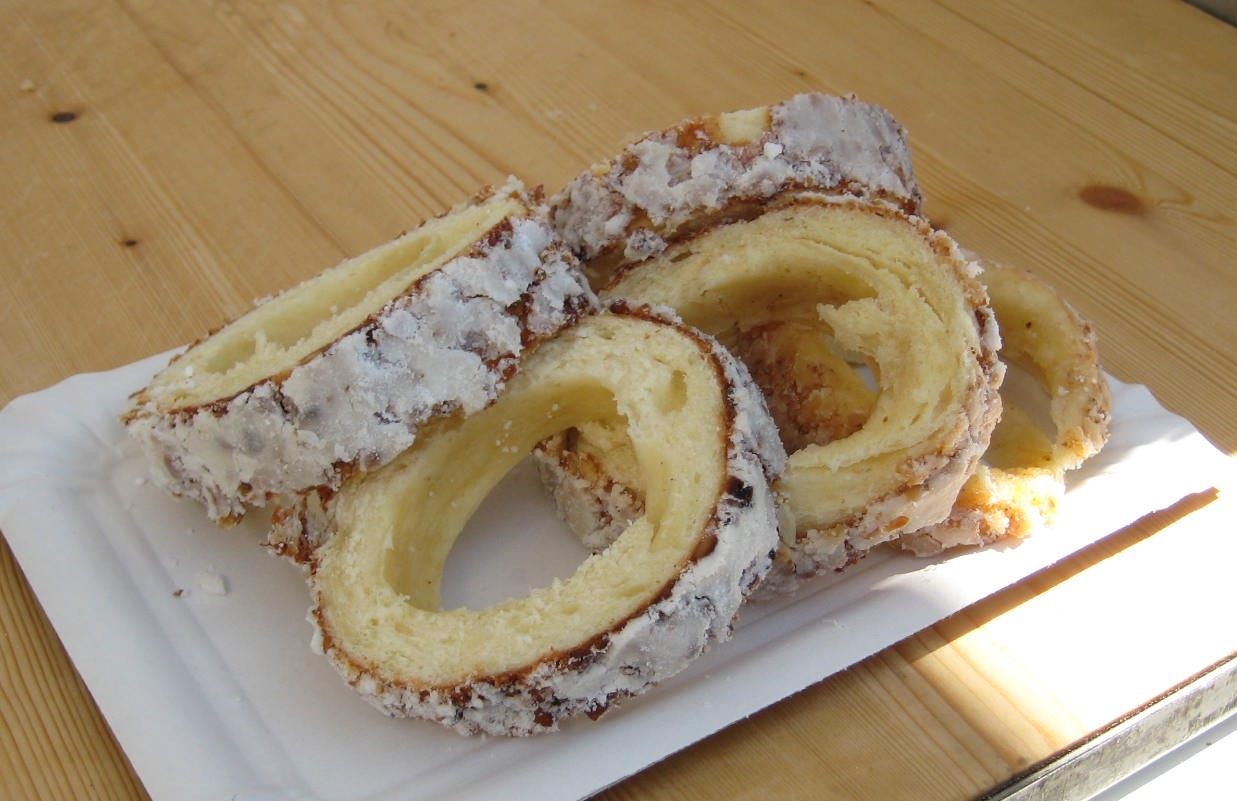
شرائح من كعكة ترديلنيك، وهي كعكة تقليدية ومعجنات حلوة، من مدينة سكاليتسا السلوفاكية، جاهزة للتقديم: لاحظ الجزء الداخلي المجوف الناتج عن الخبز على سيخ أسطواني.

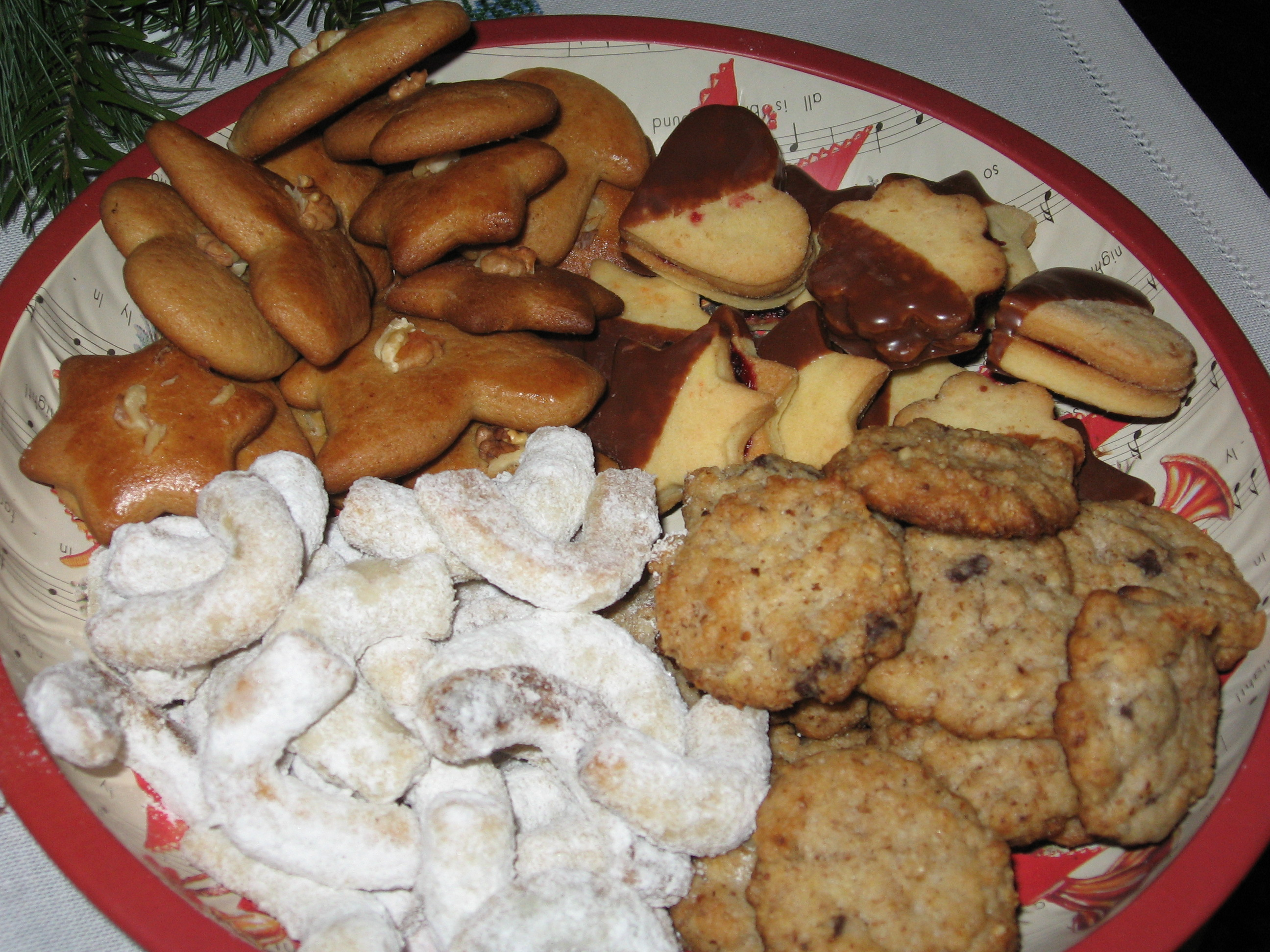
الكوكيز السلوفاكية التقليدية

عادة ما تخبز الحلويات التقليدية السلوفاكية في وقت عيد الميلاد، ولكن أيضًا تكون موجودة طوال العام، وعادةً ما تخبز في المنزل ويصعب العثور عليها في المتاجر.
- Buchty (بوشتيلن)
- Parené buchty (steamed dumplings with various fillings (jam, plum, curd, poppy) topped with poppy seeds, sugar, butter, sour cream, breadcrumbs or nuts, similar to Austrian Germknödel, and Chinese Baozi buns)
- Laskonky (coconut meringue cookies with walnuts and creamy filling)
- Žemľovka (بودنغ الخبز)
- Mačacie oči (two layers of cookie-like round tarts "glued" with marmalade and poured with powdered sugar)
- Ryžový nákyp (rice pudding cake)
- Orechovník (sweet walnut roll)
- Makovník (poppy seed roll)
- Bratislavské rožteky (rolls of leavened dough filled with ground poppy seed or walnut, filling determines the shape)
- Trotle (two layers of cookie-like round tarts filled with chocolate cream and half-dipped in dark chocolate)
- Perníky (colloquially medovníky; honey based cookies, similar to gingerbread)
- Zázvorníky/ďumbierniky (ginger flavoured biscuits)
- Medvedie labky ("bear paws" – walnut/cocoa based cookies)
- Rezy (longer square (ie not round) form of cakes)
  - Bratislavské rezy (sponge cake with steamed whipped custard, chocolate and sweet rum-flavored syrup)
  - Domino rezy (festive cake with three preparation methods)
  - Grilážky (wafers glued with "griláž" – burnt sugar with butter, nuts and condensed milk)
  - Krémeš (cremeschnitte)
  - Metrový koláč (meter cake)
  - Novozámocké rezy (pineapple creme cake)
  - Oblíž prst (American cremeschnitte)
  - Pudingový koláč so smotanou (pudding cake with cream)
  - Punčové rezy (sponge cake with jam layer and sugar icing with punch flavoring on top)
  - Slovan rezy (cocoa sponge cake with pudding cream and caramel whipped cream)
  - Šumienkový zákusok (effervescent powder dessert)
  - Žiarske rezy (cocoa sponge cake with walnut filling)
  - Žĺtkové rezy (walnut cake with egg yolk glaze)
- Trdelník or Skalický trdelník, a traditional cake baked on a rotating spit over open fire
- Šuhajdy (festive no-bake dessert, with chocolate on top and bottom and a middle layer of rum-flavored nuts)
- Šúľance (rolled potato dumplings with sugar or poppy seeds)
- Zlaté halušky ("golden halušky" – tvaroh-semolina dumplings topped with sweet breadcrumbs)

## الوجبة الرئيسية اليومية
تعد وجبة الغداء تقليديًا، الوجبة الرئيسية في اليوم، وتُؤكل عند الظهر تقريبًا. إلا أن تغير روتين العمل غيّر هذا الوضع في العقود الأخيرة؛ فاليوم، يتناول العديد من السلوفاكيين وجبتهم الرئيسية في المساء. يتكون الغداء في سلوفاكيا عادةً من حساء وطبق رئيسي. ومن المعتاد في سلوفاكيا إحضار زجاجة نبيذ أو مشروب كحولي كهدية عند دعوة أحد الأشخاص لزيارة منزله.

## كتب عن المطبخ السلوفاكي
- جان بابيلون: Prvá kuchárska kniha، 1870
- Vojtech Španko a kolektív: Slovenská kuchárka, vydavat. أوسفيتا، مارتن، 1977، 4.فيداني 1982
- فرانتيشك كوتربا: Slovenská kuchařka، دونا،
- آنا ديمروفسكا: Dobrá slovenská kuchyňa, Knižné centrum, 2007,
- أودميلا دولوفا: Veľká slovenská kuchárka، إيكار، 2007،
- جانا هوريكا: Najlepšia slovenská kuchyňa، 2007،
- Daša Racková: Nová slovenská kuchárka، إيكار، 2007،
- زورا مينتالوفا - زوبيركوفا: Všetko okolo stola I., فيدافاتيستفو ماتيسي سلوفينسكيج, 2009,
- زورا مينتالوفا - زوبيركوفا: Všetko okolo stola II., فيدافاتيستفو ماتيسي سلوفينسكيج, 2010,

## روابط خارجية
- وصفات سلوفاكية مصورة